# Piaski (Jagodzin)
Piaski – część wsi Jagodzin w Polsce, położona w województwie dolnośląskim, w powiecie zgorzeleckim, w gminie Węgliniec. 
W latach 1975–1998 Piaski administracyjnie należały do województwa jeleniogórskiego.
Piaski leżą w Borach Dolnośląskich. 